# Aluspah Brewah
Aluspah Brewah, född 24 augusti 1983 i Freetown, är en sierraleonsk före detta fotbollsspelare.
Brewah har under sin karriär spelat för Fortaleza i den brasilianska högstaligan, R Charleroi SC, ryska högstaligan och Hammarby IF. Han kom till Assyriska FF 2007, där han inte hade någon vidare säsong. 2008 gick han till Bodens BK i Div 1 Norra.
Brewah var en snabb fotbollsspelare som bland annat gjort 10,20 på 100 meter.